# NewPGen
 (décembre 2022).
Si vous disposez d'ouvrages ou d'articles de référence ou si vous connaissez des sites web de qualité traitant du thème abordé ici, merci de compléter l'article en donnant les références utiles à sa vérifiabilité et en les liant à la section « Notes et références ».
 (décembre 2022).
NewPGen est un programme utilisé depuis [Quand ?] par les chercheurs qui examinent les grands nombres premiers. Il « précrible » un ensemble de nombres candidats, en enlevant ceux qui sont définitivement composés. Il effectue cela en enlevant les nombres divisibles par 3, 5, etc., mais comme il fonctionne avec un grand ensemble de nombres (et utilise certains algorithmes et implémentations rapides), il est beaucoup mieux que l'exécution des essais de division pour chaque nombre de l'ensemble. Les nombres qui passent à travers ce crible sont alors testés avec un programme de preuve de primalité pour trouver les nombres premiers. 
NewPGen a permis de faire plusieurs découvertes dans le royaume des nombres premiers, par exemple les plus grands nombres premiers jumeaux connus, et plus récemment[Quand ?] toutes les chaînes de Cunningham. Il fut écrit et maintenu par Paul Jobling[Qui ?].